# البلاغة والأسلوبية
البلاغة و الأسلوبية كتاب للدكتور محمد عبد المطلب، هو كتاب يدرس موضوعين متصلين هما: نشأة الدراسات المقارنة وتطورها، حتى اتخذت شكل نظرية محددة المعالم في الآداب الأوروبية الحديثة، ودراسة عدد من الموضوعات الأدبية القديمة والحديثة دراسة تطبيقية مقارنة. وقد عني هذا الكتاب بالكشف عن الصلات القائمة بين الآداب الحديثة بعضها وبعض من ناحية وبين الأدب العربي والآداب الأوروبية من ناحية أخرى انطلاقاً من حقيقة أن أي أدب مهما كانت أصالته لا يخلو من التأثر بآداب أمم أخرى غريبة عليه.
يقع الكتاب في 385 صفحة، و يشتمل على أربعة أبواب رئيسية، تحت كل باب مجموعة من الفصول.